# 馬西永鎮區 (伊利諾伊州韋恩縣)
馬西永鎮區（英語：Massilon Township）是位於美國伊利諾伊州韋恩縣的一個行政鎮區。

## 地方資料
根據2010年美國人口普查的數據，馬西永鎮區的面積為86.70平方千米，當中陸地面積為86.60平方千米，而水域面積為0.10平方千米。當地共有人口170人，而人口密度為每平方千米1.96人。